# Nowkār-e Gazī
Nowkār-e Gazī (persiska: نوكار گَزی, نُو كارگَزی, نوكال گَزی, شیف نوکال گزی, Shīf Nowkāl-e Gazī) är en ort i Iran.   Den ligger i provinsen Bushehr, i den centrala delen av landet, 700 km söder om huvudstaden Teheran. Nowkār-e Gazī ligger 11 meter över havet och antalet invånare är 102.
Terrängen runt Nowkār-e Gazī är mycket platt. Runt Nowkār-e Gazī är det ganska tätbefolkat, med 222 invånare per kvadratkilometer. Närmaste större samhälle är Ḩoseynakī, 7,7 km sydost om Nowkār-e Gazī. Trakten runt Nowkār-e Gazī är ofruktbar med lite eller ingen växtlighet.